# 落櫻
《落櫻》（韓語：체리블라썸）是一部2008年的韓國短篇電影，由韓承桓自編自導，金秀賢、張天愛和申正允主演。該片由北京電影學院和韓國綜合藝術大學聯合攝製，是韓承桓在北京電影學院導演系就讀研究生時的作品。

## 劇情介紹
張麗娜（張天愛飾）為了履行與初戀的約定從北京前往首爾。人生地不熟的麗娜偶遇炫民（申正允飾），炫民在追欠債的韓賢俊（金秀賢飾）時不小心撞到了麗娜。好心的炫民幫麗娜找到了她初戀的住址，但她卻得知了初戀的死訊。麗娜非常傷心。炫民趕緊打電話給賢俊，讓他頂替麗娜初戀的弟弟，賢俊不但可以練習一下演技，炫民還免去了賢俊的債務。三人度過了愉快的一天，在二人的幫助下，麗娜慢慢地走出了短暫初戀的痛苦回憶。

## 演員陣容
- 金秀賢 飾演 韓賢俊
- 張天愛 飾演 張麗娜
- 申正允 飾演 炫民

## 展映
| 年份 | 電影節             | 單元                                        |
| ---- | ------------------ | ------------------------------------------- |
| 2014 | 富川國際奇幻電影節 | 中韓10年同行：北影/韓藝綜合作10周年作品展映 |